# Уэуэтеотль

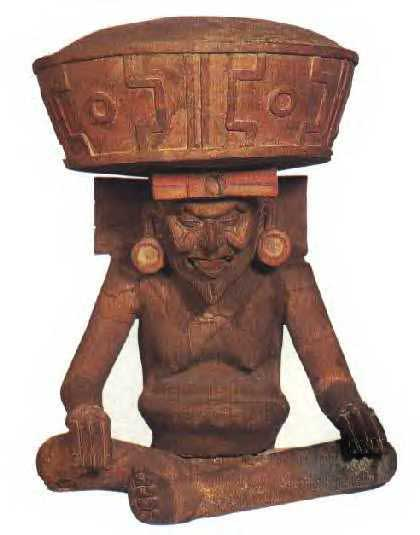

Уэуэтеотль (исп. Huehueteotl — букв. «очень, очень старый бог»; «Старый бог») — в ацтекской мифологии бог подземного огня, вулканов (курящихся гор) и домашних очагов; ипостась бога Шиутекутли. Изображался в виде сидящего старика с чашей-курильницей на голове.
Бог подземного огня.

## Первоисточники
- Пресвитер Хуан; Антонио Перес; фрай Педро де лос Риос (глоссы). Мексиканская рукопись 385 «Кодекс Теллериано-Ременсис» (с дополнениями из Кодекса Риос) / Ред. и пер. С. А. Куприенко, В. Н. Талах. — Киев: Видавець Купрієнко С.А., 2013. — 317 с. — ISBN 978-617-7085-06-4.